# Хоппе, Давид Генрих
Да́вид Ге́нрих Хо́ппе (нем. David Heinrich Hoppe; 15 декабря 1760, Брухгаузен-Фильзен — 1 августа 1846, Регенсбург) — немецкий врач, ботаник и аптекарь.

## Биография
Хоппе был самым младшим из 16 детей торгового агента и коммерсанта Аренда Хоппе и его жены Елизаветы, дочери аптекаря из Дипхольца. Его братья и сёстры рано начали брать его с собой в школу, так что он научился читать уже в 4 года. Он посещал латинскую школу и затем выучил фармацию в Целле. В качестве помощника аптекаря он прибыл через Гамбург, Галле и Вольфенбюттель в 1786 году в Регенсбург. Растительность Дуная Юрского периода открывала ему богатое поле для его исследовательской деятельности.
В 1798 году Хоппе впервые посетил Зальцбург, чтобы собрать растения на горе Унтерсберг. Он собирал гербарии, затем отправлял собранные великолепные экземпляры своим коллегам и таким образом приобрёл большие заслуги в исследовании альпийской флоры.

## Научная деятельность
Хоппе совместно с Ботаническим обществом Регенсбурга основал 14 мая 1790 года первое ботаническое общество в Баварии, старейшее действующее ботаническое общество в мире. С 1812 года и до своей смерти в 1846 году он был его председателем/директором.
С 1790 по 1804 годы он опубликовывал «Ботанический справочник», который затем с 1805 по 1811 годы вышел как «Новый Ботанический справочник», а также «Ботаническую газету», издание Ботанического общества в Регенсбурге.
С 1818 по 1834 годы он был единственным редактором, а с 1834 по 1842 годы совместно с Августом Эмануэлем Фюрнрором соредактором научного журнала «Флора». Некоторое время редактировал сборники Ботанического общества Регенсбурга.

## Труды
- Ectypa plantarum ratisbonensium, oder Abdrücke derjenigen Pflanzen, welche um Regensburg wild wachsen. Regensburg, 1787—1793.

## Заслуги
Хоппе впервые описал более 200 видов растений. В его честь названа одна из улиц Регенсбурга.